# Пливање на Летњим олимпијским играма 2012 — 4×100 метара слободно за мушкарце
Пливачка трка у штафети 4х100 метара слободно за мушкарце на Летњим олимпијским играма 2012. у Лондону одржана је 29. јула на базену центра за водене спортове. Квалификације су пливане у јутарњем термину а финале у вечерњем делу програма истог дана. Учествовало је укупно 15 штафета и 80 пливача. Пласман је обезбедило 11 најбољих штафета са Светског првенства 2011. и још 5 штафета са најбољим временима Португалска штафета накнадно одустала од наступа).
У неизвесном и узбудљивом финалу златну медаљу освојила је штафета Француске, испред штафета САД и Русије. У јутарњим квалификацијама оборена су и три национална рекорда.
По први пут на Олимпијским играма се нашла и штафета Србије која је освојила укупно 13. место у квалификацијама временом 3:18,79 које је уједно представљало и нови национални рекорд.

## Освајачи медаља
| | Резултат | | Резултат | | Резултат |
| |          | |          | |          |
| Француска · Амори Лево (48,13) · фабијен Жило (47,67) · Клемон Лефер (47,39) · Јаник Ањел (47,74) · Алан Бернар* · Жереми Стравијус* | 3:09,93  | САД · Нејтан Адријан (47,89) · Мајкл Фелпс (47,15) · Кален Џоунс (47,60) · Рајан Локти (47,74) · Џејмс Фајген* · Мет Гриверс* · Рики Баренс* · Џејсон Лезак* | 3:10,38  | Русија · Андреј Гречин (48,57) · Никита Лобинцев (47,39) · Владимир Морозов (47,85) · Данила Изотов (47,60) · Јевгениј Лагунов* · Сергеј фесиков* | 3:11,41  |

Звездицом су означени пливачи који су пливали у квалификацијама.

## Рекорди
Пре почетка олимпијских игара у овој дисциплини важили су следећи рекорди:
| Светски рекорд    | САД · Мајкл Фелпс (47,51) · Гарет Вебер Гејл (47,02) · Кален Џонс (47,65) · Џејсон Лезак (46,06) | 4:03,84 | Пекинг, Кина | 11. август 2008. | [ 1 ] [ 2 ] |
| Олимпијски рекорд | САД Као и за СР                                                                                  | 4:03,84 | Пекинг, Кина | 11. август 2008. | --          |

## Резултати квалификације
| Пла. | Група | Стаза | НОК                       | Чланови                                                                                            | Време   | Нап.   |
| ---- | ----- | ----- | ------------------------- | -------------------------------------------------------------------------------------------------- | ------- | ------ |
| 1.   | 2     | 4     | Аустралија                | Камерон Макивој (48,94) Џејмс Робертс (48,22) Томазо Дорсоња (47,78) Џејмс Магнусен (47,35)        | 3:12,29 | КВ     |
| 2.   | 1     | 5     | Сједињене Америчке Државе | Џејмс Фајген (48,49) Мет Гриверс (47,54) Рики Беренс (48,52) Џејсон Лезак (48,04)                  | 3:12,59 | КВ     |
| 3.   | 2     | 3     | Русија                    | Андреј Гречин (48,19) Јевгениј Лагунов (48,34) Сергеј Фесиков (48,68) Никита Лобинцев (47,56)      | 3:12,77 | КВ     |
| 4.   | 2     | 4     | Француска                 | Амори Лево (48,61) Ален Бернар (48,31) Клемон Лефер (48,14) Жереми Стравијус (48,32)               | 3:13,38 | КВ     |
| 5.   | 1     | 6     | Немачка                   | Бенјамин Штарке (48,96) Маркус Дајблер (47,99) Кристофер Филдебрант (48,44) Марко ди Карли (48,12) | 3:13,51 | КВ, НР |
| 6.   | 1     | 2     | Белгија                   | Дитер Деконинк (48,79) Јаспер Ерентс (48,58) Емануел Ванлухене (48,55) Питер Тимерс (47,97)        | 3:13,89 | КВ, НР |
| 7.   | 2     | 3     | Јужноафричка Република    | Роланд Схуман (49,00) Даријан Таунсенд (48,26) Гидеон Лав (47,92) Грејм Мур (48,75)                | 3:13,93 | КВ     |
| 8.   | 2     | 5     | Италија                   | Лука Дото (49,27) Андреа Рола (49,46) Микеле Сантучи (48,85) Филипо Мањини (48,20)                 | 3:15,78 | КВ     |
| 9.   | 2     | 2     | Бразил                    | Николас Оливеира (49,31) Брунто Фратус (48,98) Николас Сантос (49,68) Марсело Кјеригини (48,17)    | 3:16,14 |        |
| 10.  | 1     | 7     | Канада                    | Брент Хејден (48,42) Колин Русел (48,67) Ричард Хортнес (49,12) Томас Госланд (50,21)              | 3:16,42 |        |
| 11.  | 1     | 1     | Кина                      | Лу Џиву (48,92) Џанг Енђен (49,57) Хе Ђенбин (49,67) Ши Тенгфеј (48,84)                            | 3:17,00 |        |
| 12.  | 2     | 6     | Уједињено Краљевство      | Сајмон Барнет (50,47) Грант Тарнер (48,31) Џејмс Дизни-Меј (48,99) Крег Гибонс (49,31)             | 3:17,08 |        |
| 13.  | 1     | 8     | Србија                    | Милорад Чавић (48,61) Велимир Стјепановић (49,13) Иван Ленђер (50,58) Радован Сиљевски (50,47)     | 3:18,79 | НР     |
| 14.  | 1     | 7     | Мађарска                  | Петер Бернек (50,29) Герге Киш (50,68) Габор Балог (51,47) Кристијан Такач (49,47)                 | 3:21,91 |        |
| 15.  | 2     | 1     | Венецуела                 | Кристијан Кинтеро (49,77) Октавијо Алеси (50,04) Маркос Лавадо (52,59) Крох Акуња (50,28)          | 3:22,68 |        |

## Финале
Велику предност штафети САД донео је Мајкл Фелпс и чинило се да ће у последњој измени освајач златне медаље на 400 метара мешовито Рајан Локти лагано да приведе трку крају. САД су биле у предности све до последњег окрета када је у узбудљивом финишу Јаник Ањел отпливавши невероватан финиш у потпуности преокренуо исход трке и Французима донео златну медаљу. На крају Американци су заостали 45 стотинки.
Слична ситуација је виђена и у Пекингу четири године раније. Французи су тада успели да престигну Американце након две измене, али ипак на крају нису успели и да задрже вођство. Тада је злато припало Американцима.
Бронзу је освојила Русија која је на сличан начин престигла Аустралију, која иако је била велики фаворит, на крају је остала без медаље.
| Поз. | Стаза | НОК                       | Пливачи                                                                                           | Резултат | Нап. |
| ---- | ----- | ------------------------- | ------------------------------------------------------------------------------------------------- | -------- | ---- |
|      | 6     | Француска                 | Амори Лево (48,13) Фабијен Жило (47,67) Клемон Лефер (47,39) Јаник Ањел (46,74)                   | 3:09,93  |      |
|      | 5     | Сједињене Америчке Државе | Нејтан Адријан (47,89) Мајкл Фелпс (47,15) Кален Џоунс (47,60) Рајан Локти (47,74)                | 3:10,38  |      |
|      | 3     | Русија                    | Андреј Гречин (48,57) Никита Лобинцев (47,39) Владимир Морозов (47,85) Данила Изотов (47.60)      | 3:11.41  |      |
| 4.   | 4     | Аустралија                | Џејмс Магнусен (48,03) Мет Таргет (47,83) Eјмон Саливан (47,68) Џејмс Робертс (48,09)             | 3:11,63  |      |
| 5.   | 1     | Јужноафричка Република    | Гидеон Лав (48,48) Даријан Таунсенд (48,36) Грејм Мур (48,36) Роланд Схуман (48,27)               | 3:13,45  |      |
| 6.   | 2     | Немачка                   | Бењамин Штарке (49,03) Маркус Дајблер (47,97) Кристофер Филдебрант (48,45) Марко ди Карли (48,07) | 3:13,52  |      |
| 7.   | 8     | Италија                   | Лука Дото (48,73) Марко Орси (48,42) Микеле Сантучи (48,88) Филипо Мањини (48,10)                 | 3:14,13  |      |
| 8.   | 7     | Белгија                   | Дитер Деконинк (49,42) Јаспер Ерентс (48,34) Емануел Ванлухене (48,46) Питер Тимерс (48,18)       | 3:14,40  |      |